# ناحیه شیسو، هیوگو
ناحیه شیسو، هیوگو (به ژاپنی: 宍粟郡، Shisō-gun)، یکی از شهرستان‌های ژاپن در استان هیوگو در ژاپن بود. یاماساکی، هیوگو در این ناحیه واقع شده بود.